# Shortland Street
Shortland Street è una soap opera neozelandese trasmessa su TVNZ 2 dal 25 maggio 1992.

## Trama
Shortland Street è una soap opera di cinque notti a settimana ambientata in un ospedale di Auckland, segue la complicata vita personale e professionale del suo staff, della sua famiglia e dei suoi amici.

## Personaggi e interpreti

### Personaggi principali
- Chris Warner, interpretato da Michael Galvin (1992–1996, 2000—in corso)
- TK Samuels, interpretato da Benjamin Mitchell (2006—in corso)
- Nicole Miller, interpretata da Sally Martin (2009—in corso)
- Leanne Black, interpretata da Jennifer Ludlam (2010–2011, 2014—in corso)
- Boyd Rolleston, interpretato da Sam Bunkall (2012—in corso)
- Kylie Brown, interpretata da Kerry-Lee Dewing (2012—in corso)
- Harper Whitley, interpretata da Ria Vandervis (2013—in corso)
- Jack Hannah, interpretata da Reuben Milner (2014—in corso)
- Damo Johnson, interpretato da Grant Lobban (2015—in corso)
- Drew McCaskill, interpretato da Ben Barrington (2015—in corso)
- Esther Samuels, interpretato da Ngahuia Piripi (2015—in corso)
- Kate Nathan, interpretata da Laurel Devenie (2016—in corso)
- Dawn Robinson, interpretata da Rebekah Palmer (2017—in corso)
- Te Rongopai Rameka, interpretata da Kim Garrett (2018—in corso)
- Lincoln Kimiora, interpretato da Alex Tarrant (2018—in corso)
- Prince Kimiora, interpretato da Jay Kiriona (2019—in corso)
- Ross Douglas, interpretato da Emmett Skilton (2019–in corso)
- Zara Mandal, interpretata da Nivi Summer (2019—in corso)
- Cecelia King, interpretata da Nicole Whippy (2019—in corso)
- Ben King, interpretato da Jamie Irvine (2019—in corso)
- Louis King, interpretato da Henry Rolleston (2019—in corso)
- Sophia King, interpretata da Iana Grace (2019—in corso)
- Angel Schmidt, interpretata da Ana Scotney (2019—in corso)

### Personaggi ricorrenti
- Harry Warner, interpretato da Reid Walker (2002–in corso)
- Rangimarie Rameka, interpretata da Akinehi Munroe (2018–in corso)
- Natalie Mahoney, interpretata da Monique Bree (2018–in corso)
- Jean King, interpretata da Catherine Wilkin (2019–in corso)

## Produzione
Shortland Street è prodotto dalla South Pacific Pictures, con l'assistenza di Fremantle e Television New Zealand. Nei primi anni la produzione è stata assistita anche dalla NZ On Air.
Oggi la maggior parte delle riprese di Shortland Street si svolge negli studi della South Pacific Pictures di Waitakere City, con scene della Ferndale High School girate nel vicino Waitakere College. Le riprese esterne dell'ospedale sono girate in loco presso i Waitakere Studios in una sezione esistente di un edificio con l'aspetto di facciata dell'ingresso di un ospedale. Le ambientazioni sono girate a Auckland, ma sono stati utilizzati altri luoghi, tra cui le Figi, Ruapehu, Rotorua e Rarotonga.
Originariamente, Shortland Street è stato girato a North Shore City negli studi della South Pacific Pictures Browns Bay fino al loro trasferimento in studi appositamente costruiti nella città di Waitakere nel 2000. L'originale Ferndale High School è stata suonata da un college North Shore fino a quando lo studio non si è trasferito. Quando i membri del cast vengono assunti, i loro contratti possono essere di 4 giorni, 1 settimana, 2 settimane, 6 settimane, 6 mesi o un anno.
Mentre il nome Shortland Street è basato su una strada del CBD di Auckland, l'unico posto dove le scene sono effettivamente girate nel CBD di Auckland è la fittizia Q Road, che è la vera Karangahape Road, meglio conosciuta come K 'Rd.
La produzione ad alta definizione di Shortland Street è iniziata all'inizio del 2011, con la prima puntata in alta definizione trasmessa il 18 aprile 2011 sulle piattaforme Freeview HD e Sky.
Il 24 luglio 2018 è stato annunciato che lo spettacolo andrà in onda sei notti a settimana a partire da settembre 2018.